# 赖恩斯贝格 (德国)
赖恩斯贝格（德語：Reinsberg）是德国萨克森州的市镇，隶属于中萨克森县。总面积为49.71平方千米，截至2023年12月31日总人口为2,836人。